# Tajemství (film, 2007)
Tajemství (v originále Un secret) je francouzský hraný film z roku 2007, který režíroval Claude Miller podle autobiografického románu Un secret Philippa Grimberta z roku 2004. Snímek měl světovou premiéru na Světovém filmovém festivalu v Montréalu dne 3. září 2017.

## Děj
Film střídavě mezi jednotlivými obdobími odhaluje rodinné tajemství prostřednictvím Françoise, který si v dětství z osamělosti vymyslí vlastního bratra. V den Françoisových patnáctých narozenin mu rodinná přítelkyně Louise prozradí šokující pravdu o jeho rodině.

## Obsazení
| Cécile de France  | Tania                 |
| Patrick Bruel     | Maxime                |
| Julie Depardieu   | Louise                |
| Ludivine Sagnier  | Hannah                |
| Mathieu Amalric   | François ve 37 letech |
| Nathalie Boutefeu | Esther                |
| Yves Verhoeven    | Georges               |
| Yves Jacques      | velitel Beraud        |
| Sam Garbarski     | Joseph                |
| Robert Plagnol    | Robert                |
| Myriam Fuks       | matka Hannah          |
| Michel Israël     | otec Hannah           |
| Justine Jouxtel   | Rebecca               |
| Timothée Laissard | Paul                  |
| Annie Savarin     | Mathilde              |
| Éric Godon        | Serge Klarsfeld       |
| Philippe Grimbert | převaděč              |
| Chantal Banlier   | Maria                 |
| Amélia Jacob      | Rose                  |
| Laurent Lafitte   | četník                |

- César: nejlepší herečka ve vedlejší roli (Julie Depardieu); nominace v kategoriích nejlepší film, nejlepší herečka (Cécile de France), nejlepší herečka ve vedlejší roli (Ludivine Sagnier), nejlepší režie (Claude Miller), nejlepší adaptace (Claude Miller a Natalie Carter), nejlepší kamera (Gérard de Battista), nejlepší střih (Véronique Lange), nejlepší výprava (Jean-Pierre Kohut-Svelko), nejlepší kostýmy (Jacqueline Bouchard), nejlepší filmová hudba (Zbigniew Preisner)
- Křišťálové glóby: nejlepší herečka (Cécile de France); nominace v kategoriích nejlepší film, nejlepší herečka (Julie Depardieu)
- Světový filmový festival v Montréalu: Grand Prix des Amériques (Claude Miller)
- National Board of Review: Top 5 zahraničních filmů